# Henri Ménabréa
Pour les articles homonymes, voir Menabrea.
Henri Ménabréa, né le 15 décembre 1882 à Bourg-Argental (Loire) et mort le 9 juillet 1968 à Aix-les-Bains (Savoie), est un bibliothécaire et historien de la Savoie.

## Biographie
Henri (à l'état-civil : Henry) Marie Joseph est né le 15 décembre 1882 à Bourg-Argental (Loire). Il est le fils de Maxime-Auguste Ménabréa, alors percepteur des contributions directes, et Hortense Françoise Marie Barbier.
Il fait des études de droit et devient avocat.
Il participe à la Première Guerre mondiale comme officier d'infanterie et il est décoré de la Légion d'honneur le 28 septembre 1918 comme "lieutenant d'infanterie à la section d'information du Grand Quartier Général".
Conservateur à la bibliothèque municipale de Chambéry, il est membre de plusieurs sociétés savantes locales. Il est élu à l'Académie des sciences, belles-lettres et arts de Savoie, dont il devient le président de 1967 jusqu'à sa mort.

## Ouvrages
- 1913, Une brillante affaire (roman), Éd. Stock
- 1933, Histoire de la Savoie, Éd. Bernard Grasset (Rééd. 2009)
- 1936, Au seuil des Alpes de Savoie,
- 1940, Les Chevaliers-Tireurs de Chambéry, Librairie Dardel
- 1947, Visages de la Savoie, Éd. des Horizons de France, coll. Provinciales, en collaboration avec Paul Guichonnet, Maurice Morel & Émile Vesco

## Hommage
La ville d'Aix-les-Bains possède une rue "Henri Ménabréa".